# Gautam Buddha Nagar (huyện)
Huyện Gautam Buddha Nagar là một huyện thuộc bang Uttar Pradesh, Ấn Độ. Thủ phủ huyện Gautam Buddha Nagar đóng ở Noida. Huyện Gautam Buddha Nagar có diện tích 1269 ki lô mét vuông. Đến thời điểm năm 2001, huyện Gautam Buddha Nagar có dân số 1191263 người.